# Die, Die My Darling
«Die, Die My Darling» és una cançó de Misfits inclosa en l'àlbum Earth A.D./Wolfs Blood i llançada com a senzill el maig de 1984, nou mesos després que la banda se separés.
El títol provés de la pel·lícula de terror Fanatic (1965), que es va publicar als Estats Units amb el títol Die, Die My Darling. La portada del senzill també deriva de la portada del número de setembre de 1953 del còmic Chamber of Chills. La portada del senzill va ser dissenyada per l'artista Pushead.
La cançó fou enregistrada a l'agost de 1981 durant les sessions de Walk Among Us, però finalment no hi fou inclosa. Llavors va ser remesclada i afegida amb «We Bite» i «Mommy, Can I Go Out and Kill Tonight?» en la versió internacional de l'àlbum Earth A.D./Wolfs Blood (1983). D'aquest àlbum es van realitzar diversos rellançaments i fou inclosa en tots ells. Posteriorment també fou inclosa en la compilació Misfits (1995) i en el box set The Misfits (1996).

## Llista de cançons
| 1. | «Die, Die My Darling» | 3:11 |

| 1.            | «We Bite»                               | 1:15 |
| 2.            | «Mommy, Can I Go Out and Kill Tonight?» | 2:03 |
| Durada total: | Durada total:                           | 6:29 |

## Versió Metallica
La banda de heavy metal Metallica va versionar la cançó «Die, Die My Darling» per Garage Inc. (1998), àlbum compilatori de cançons d'altres artistes i de diversos estils musicals que van influenciar els membres de Metallica.

### Llista de cançons
| 1.            | «Die, Die My Darling» (original de The Misfits) |               | 2:29  |
| 2.            | «Sabbra Cadabra» (original de Black Sabbath)    |               | 7:05  |
| 3.            | «Mercyful Fate» (original de Mercyful Fate)     |               | 11:11 |
| 4.            | «Whiskey in the Jar» (versió de Thin Lizzy)     |               | 5:05  |
| 5.            | «Turn the Page» (original de Bob Seger)         |               | 6:06  |
| Durada total: | Durada total:                                   | Durada total: | 31:56 |